# Pouhon Pia

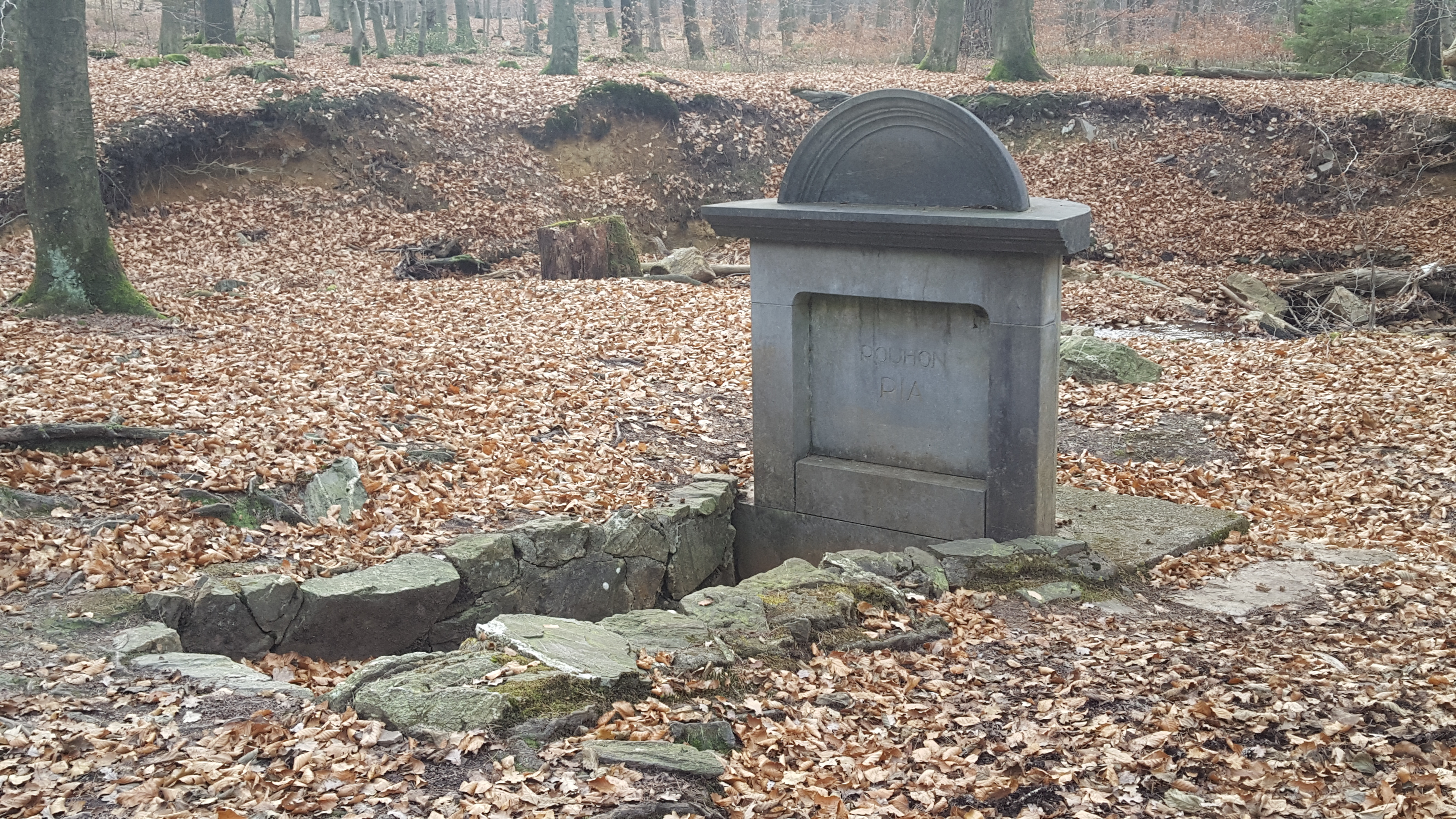
Pouhon Pia

De Pouhon Pia (Frans: Pouhon Pia) is een bron in de Belgische gemeente Spa. De bron ligt ten zuiden van Spa in het bos op ongeveer 100 meter van de Chemin des Fontaines.
Op enkele meters van de bron stroomt er een beek de helling af. Het water van de bron is afkomstig uit het Veen van Malchamps en is ijzer- en koolzuurhoudend. De bron ligt op een hoogte van 400 meter. Naast de bron staat een schuilhut.
Op ongeveer 700 meter naar het zuidwesten ligt de Géronstèrebron, op 900 meter naar het noordwesten de Barisartbron en aan het andere uiteinde van de Chemin des Fontaines liggen de Sauvenièrebron en Groesbeekbron.

## Geschiedenis
In 1893 werd het gebouw van de Géronstèrebron door een brand verwoest. Het kleine marmeren gebouwtje werd toen toegewezen aan Pouhon Pia.

## Constructie
De constructie rond de bron bestaat uit een stenen kolom,  die halfrond aan de achterzijde is en aan de voorkant grotendeels vlak. In een verdieping in deze stenen kolom staat de inscriptie Pouhon Pia. Aan de voorzijde van deze stenen kolom bevindt zich een rechthoekige verlaging die ommuurd is met blokken natuursteen. Aan het uiteinde bevindt er zich een trapje van blokken natuursteen. In de verlaging komt er uit de voet van de stenen kolom een pijpje waaruit het bronwater stroomt en in het plasje water borrelt het water ook uit de ondergrond op.

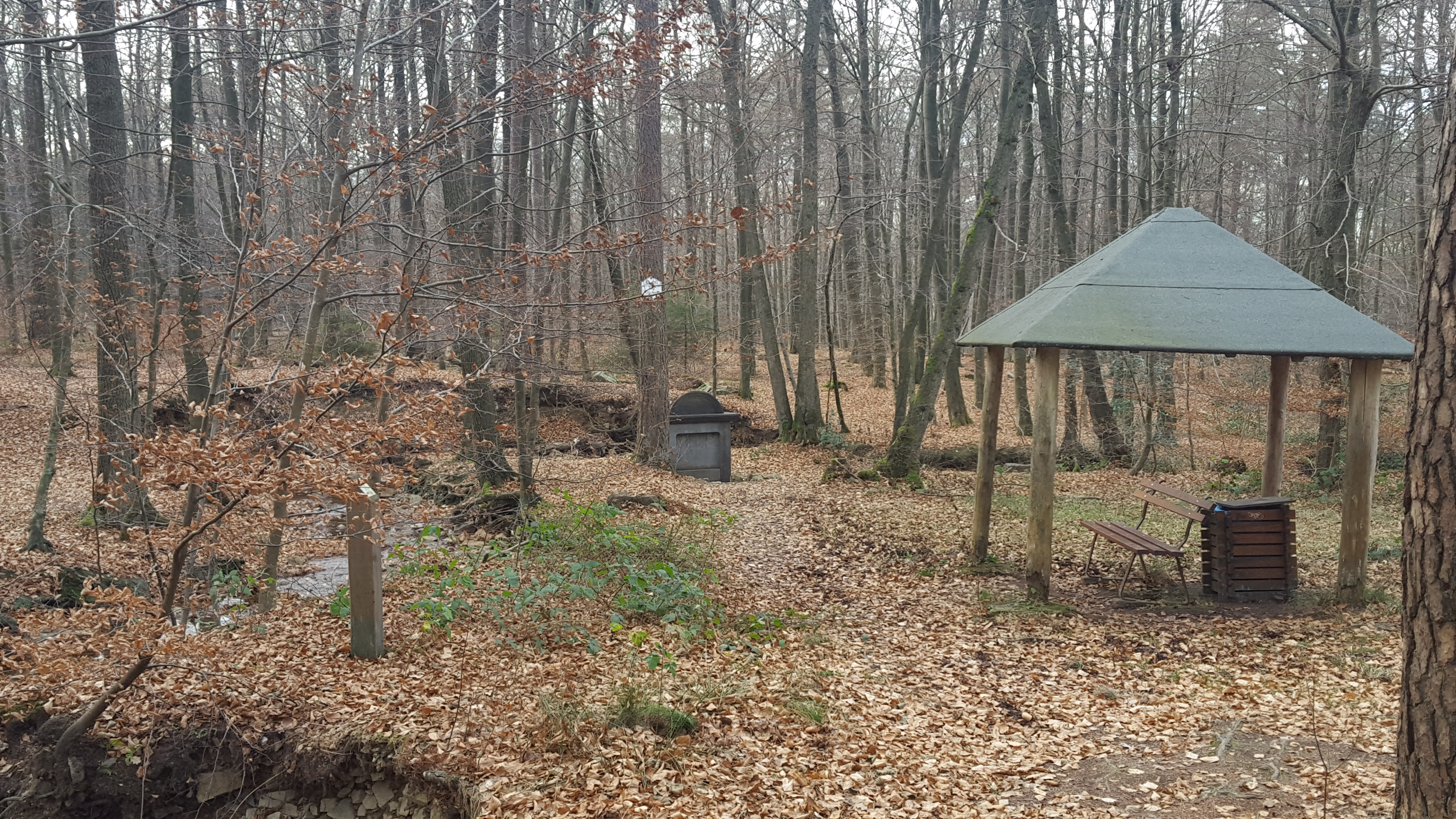
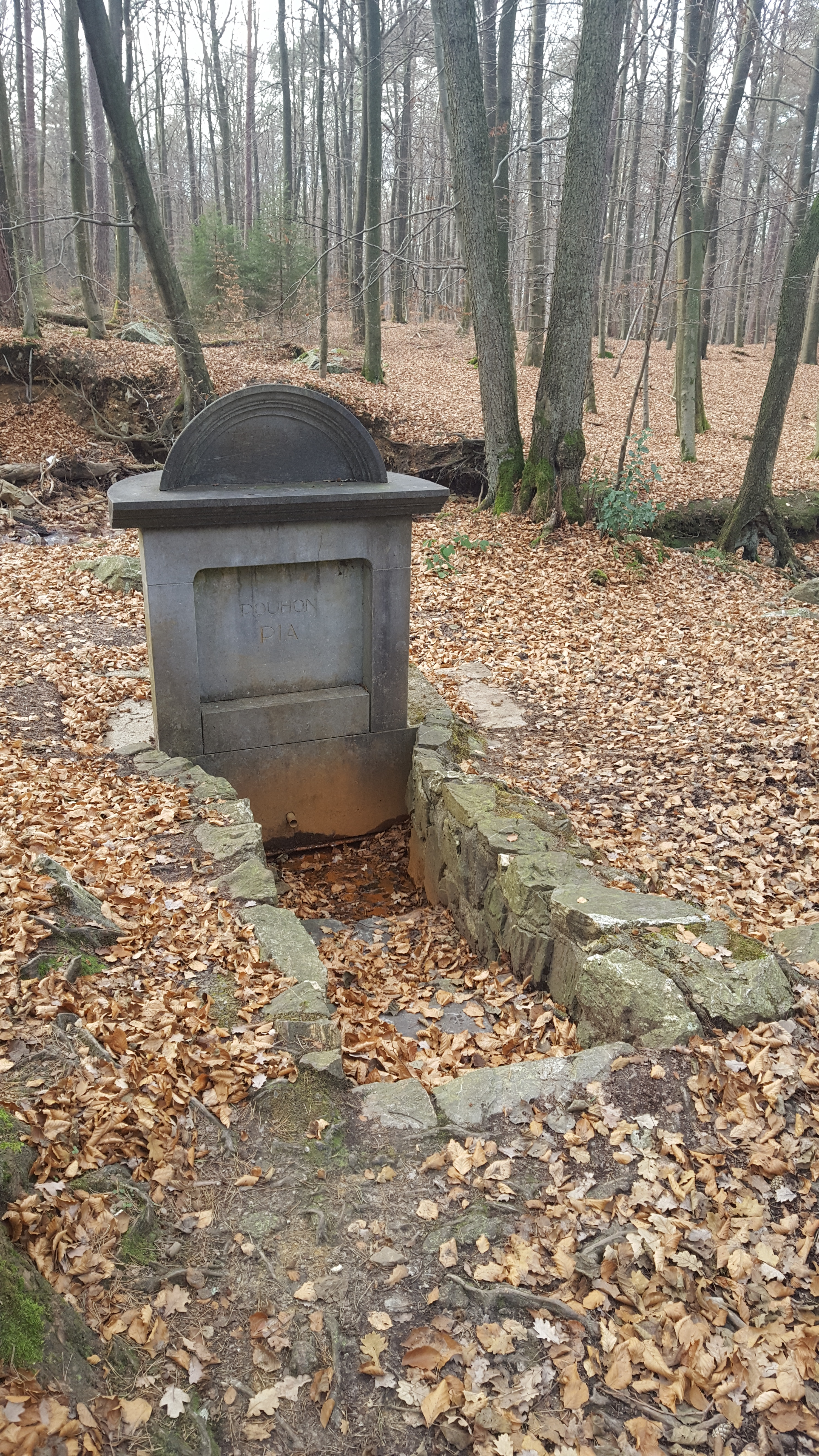
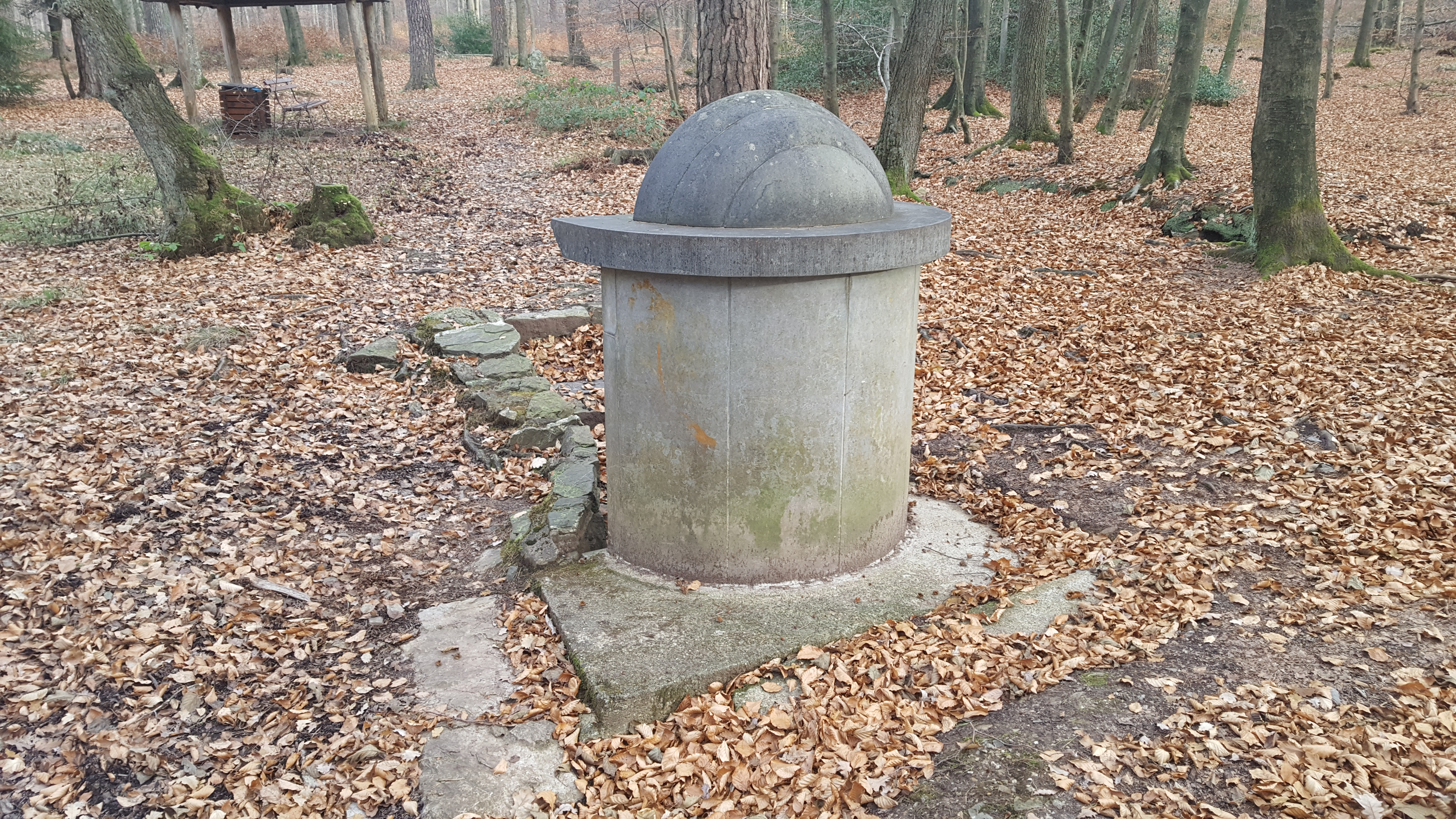
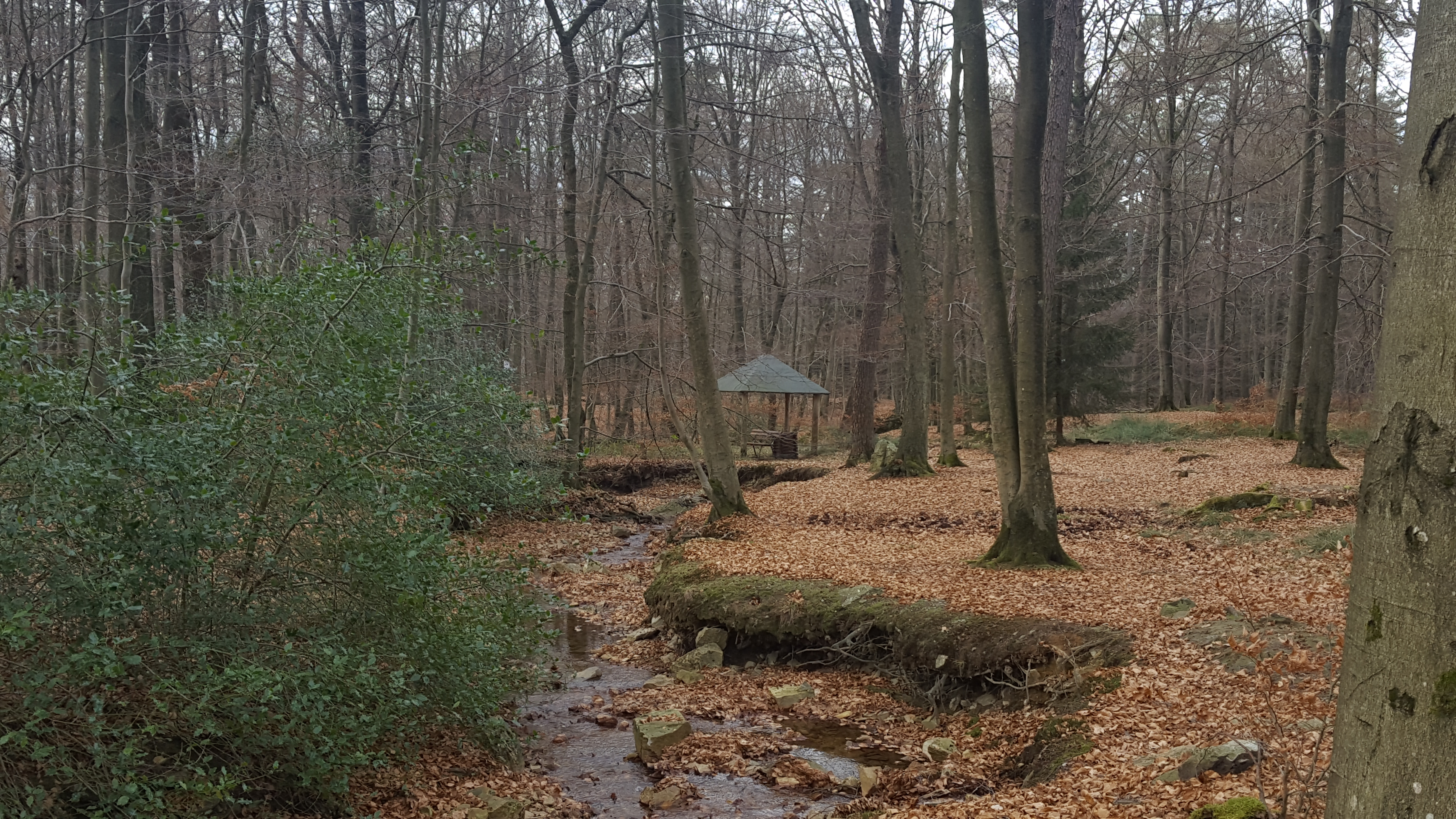